# Axel Erik von Sydow

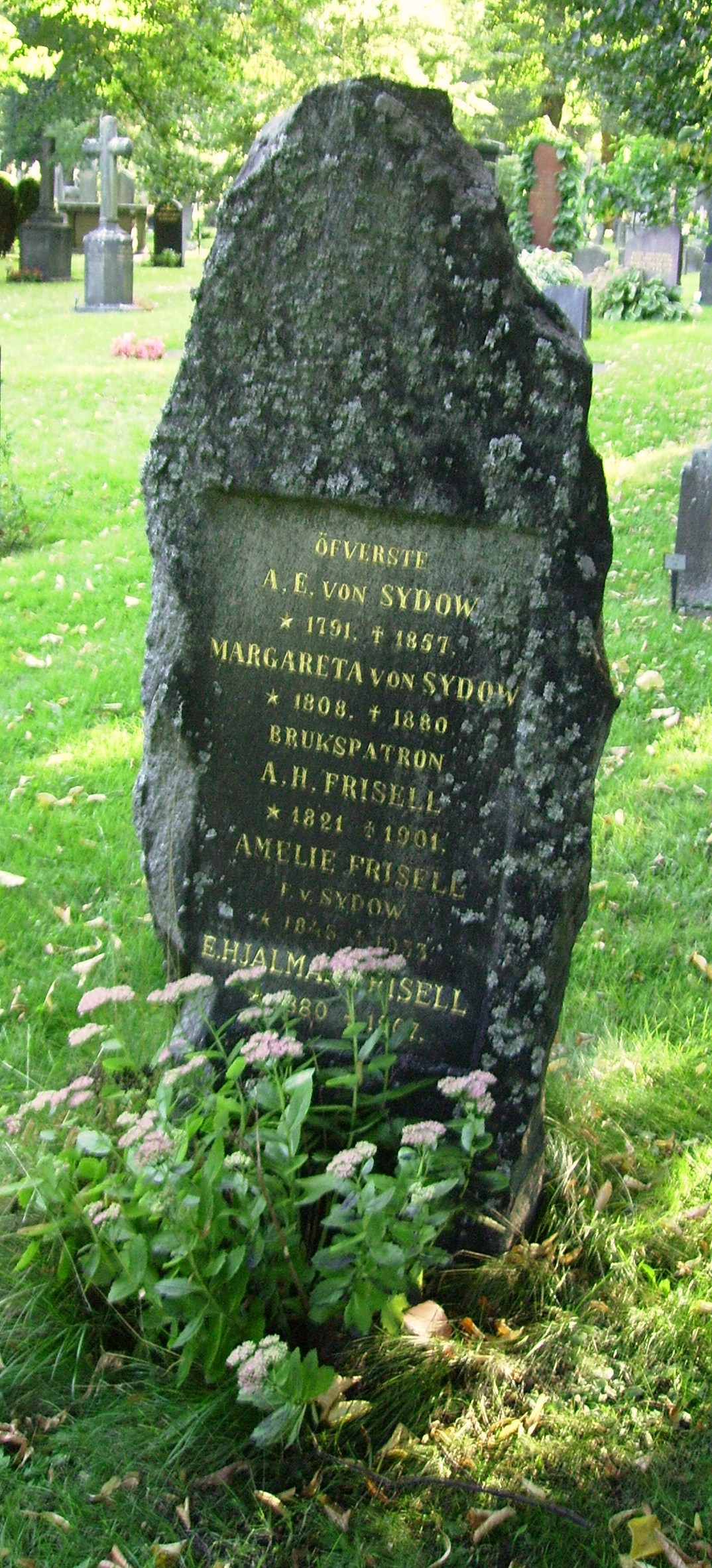
A.E. von Sydows gravvård på Norra begravningsplatsen i Solna kommun.

Axel Erik von Sydow, född 25 januari 1791 på säteriet Mariannelund i Hässleby socken, Jönköpings län, död 4 oktober 1857, var en svensk väg- och vattenbyggare.
Axel Erik von Sydow blev student vid Uppsala universitet 1809, tog kameralexamen och genomgick prästseminariet i Uppsala samt disputerade pro exercitio 1813, men ingick samma år på den militära banan och blev fänrik, deltog som sådan i tyska och norska fälttågen samt promoverades till filosofie magister 1818.
Under åren 1819-28 ledde han omfattande arbeten för ström- och forsrensningar i Norrland, bland annat upprensning av Kalixälven, så att denna gjordes flottbar 75 km från utloppet. År 1828 befordrades han till chef för Södra kanaldistriktet och utnämndes 1831 till kapten, varefter han utförde flera viktiga hamnbyggnader, till exempel i Helsingborg, Jönköping och Halmstad. Åren 1836-1837 företog han med offentligt understöd en studieresa till Holland, Frankrike och Tyskland för studier av dammbyggnader och hamnanläggningar.
I Publika arbetens nytta och nödvändighet (1840) framhöll han behovet av ett särskilt ämbetsverk till ledning vid allmänna byggnadsverk och av möjlighet till utbildning vid Högre artilleriläroverket på Marieberg för verkets blivande tjänstemän. Till följd av detta ombildades enligt riksdagsbeslut 1840-41 Storamiralsämbetets tredje avdelning till en styrelse för allmänna väg- och vattenbyggnader, vars överdirektör han blev, och vid nästföljande riksdag anslogs medel till stipendier åt de ynglingar, som för inträde i nämnda styrelse genomgick en särskild civilingenjörskurs vid Högre artilleriläroverket. Då styrelsen 1851 ombildades till den militärt organiserade Väg- och vattenbyggnadskåren, blev han dess överste. Efter att även ha varit en verksam medlem i den av 1853-54 års riksdag tillsatta järnvägskommittén fick han 1856 på begäran avsked från sin befattning. Han blev ledamot av Vetenskapsakademien 1839 samt av Lantbruksakademien 1851. Från 1851 tillhörde han även Teknologiska institutets styrelse.